# Razvezani jezik
Razvezani jezik, Prosti slovar žive slovenščine je prosto dostopni spletni slovar slovenskega jezika, kjer lahko govorci prosto prispevajo nove besede ali nove pomene že obstoječih. Gre za nekonvencionalni jezikovni korpus, ki sicer nima nima reprezentativne vloge, nam pa veliko pove o aktualnih težnjah jezikovnega razvoja v slovenskem jeziku in je z jezikoslovnega vidika zelo zanimiv. Gre za t. i. kolaborativni slovar, kar pomeni, da ni namenjen zgolj prebiranju, ampak tudi aktivnemu sodelovanju, ki poteka na podoben način kot pri  Wikipediji. Prosto lahko k slovarju prispeva kdorkoli, brez pravil, izbiranja in cenzure.
Gesla in članki pokrivajo vse zvrsti jezika, od knjižnega do pogovornega, in tudi vrsto nestandardnih rab; v slovarju najdemo na primer različne arhaizme, idiome, slengovske in narečne izraze, kletvice, pregovore ipd. Inštitut za slovenski jezik Frana Ramovša pri ZRC SAZU je Razvezani jezik vključil v korpus Nova beseda.

## Zgodovina
Nastal je leta 2004, na pobudo Društva za domače raziskave. Sprva je bil zasnovan kot frazeološki slovar, vendar so ga uporabniki polnili z najrazličnejšimi vsebinami. Urednica
Alenka Pirman je tako spoznala, da pravzaprav nastaja prvi prosti slovar žive slovenščine. Med letoma 2004 in 2007 je približno 500 različnih avtorjev prispevalo 1300 člankov, število vnosov je postopoma naraščalo in leta 2014 je slovar zajemal že 4.200 gesel.
Leta 2006 so pripravili elektronsko knjigo Razvezani snopič, prosti slovar žive slovenščine. V e-knjigi je 85 člankov iz obdobja 2004–2006 in je prav tako prosto dostopna s spletne strani. Leta 2007 je slovar izšel tudi v knjižni obliki in je zajel 170 člankov. V knjigi zbrani članki ohranjajo izvirno obliko, ki so ji dodane zgolj najosnovnejša pravopisna lektura in slovaropisne oznake.

## Zgledi
| Zgledi gesel |
| --- |
| zvrcniti pozvoniti; bodisi na zvoncu pod blokom bodisi po telefonu. Kadar ni potrebno, da bi se kličoči sploh oglasil. "Ti sam zvrcn, ko boš šel od doma." |
| črna ovca To je nekdo, ki izstopa in je drugačen od drugih v negativnem smislu. Lahko pa gre za nekoga, ki je zaradi svoje drugačnosti ali preteklosti tako ali drugače izobčen ali žrtev diskriminacije. Gre torej za frazo, ki izraža neke emocije. Besedna zveza je širše sprejeta in ni omejena na starost in odnose med govorci, uporablja se v neformalnih, pa tudi formalnih situacijah (npr. v publicističnem jeziku). > gl. tudi grešna ovca |
| Ni za v smeti, ni pa tud za gate dol dat. - Ni grd, ni pa lep. Označuje osebo, ki ni ravno najgrša na svetu, najlepša pa tudi ne. Torej osebo povprečne lepote. Kakšen se ti zdi tist tipček tam v kotu? Ma ni za v smeti, ni pa tud za gate dol dat! |